# 7987 Walshkevin
7987 Walshkevin è un asteroide della fascia principale. Scoperto nel 1981, presenta un'orbita caratterizzata da un semiasse maggiore pari a 2,7713600 UA e da un'eccentricità di 0,2080788, inclinata di 3,30567° rispetto all'eclittica.
L'asteroide è dedicato allo scienziato americano Kevin John Walsh.